# Gottlieb Daimler
Gottlieb Wilhelm Daimler, (alemão: [ˈɡɔtliːp ˈdaɪmlɐ];, (Schorndorf, 17 de março de 1834 — Cannstatt, 6 de março de 1900) foi um engenheiro, industrial e um dos pioneiros no desenvolvimento e fabricação do motores de combustão interna e de automóveis. Ele inventou o motor alimentado a petróleo líquido de alta velocidade e motocicleta a combustão interna
Daimler e seu parceiro de negócios de longa data, Wilhelm Maybach foram dois inventores, cujo objetivo era desenvolver pequenos motores de alta rotação para serem montados em qualquer tipo de aparelho de locomoção. Em 1883, eles projetaram um motor com cilindro horizontal que funcionava com petróleo líquido comprimido que despertou em Daimler, o desejo em desenvolver um motor de alta rotação que poderia ter uma aceleração variável e ser utilizável na área dos transportes. Este motor foi nomeado O Sonho de Daimler.
Em 1885, eles projetaram uma versão com cilindro vertical deste motor, que subsequentemente, foi montado numa estrutura de duas rodas, se tornando a primeira motocicleta de combustão interna, chamada Petroleum Reitwagen (Carruagem de Petróleo) e, no ano seguinte, montado numa carruagem e acoplado a um barco. Daimler chamou este motor de Standuhr (Relógio do Avô) por conta da sua semelhança com um grande relógio de pêndulo.
Em 1890, eles converteram sua parceria na sociedade anônima Daimler Motoren Gesellschaft (Companhia de Motores Daimler). Eles venderam seus primeiros automóveis em 1892. Daimler adoeceu e fez uma pausa nos negócios. Ao retornar, ele enfrentou dificuldades com os outros acionistas que levou à sua renuncia em 1893, revertida em 1894. Maybach renunciou no mesmo período e também retornou. Daimler faleceu em 1900 e Wilhelm Maybach deixou a DMG em 1907.

## Primeiros anos e educação (1834-1862)

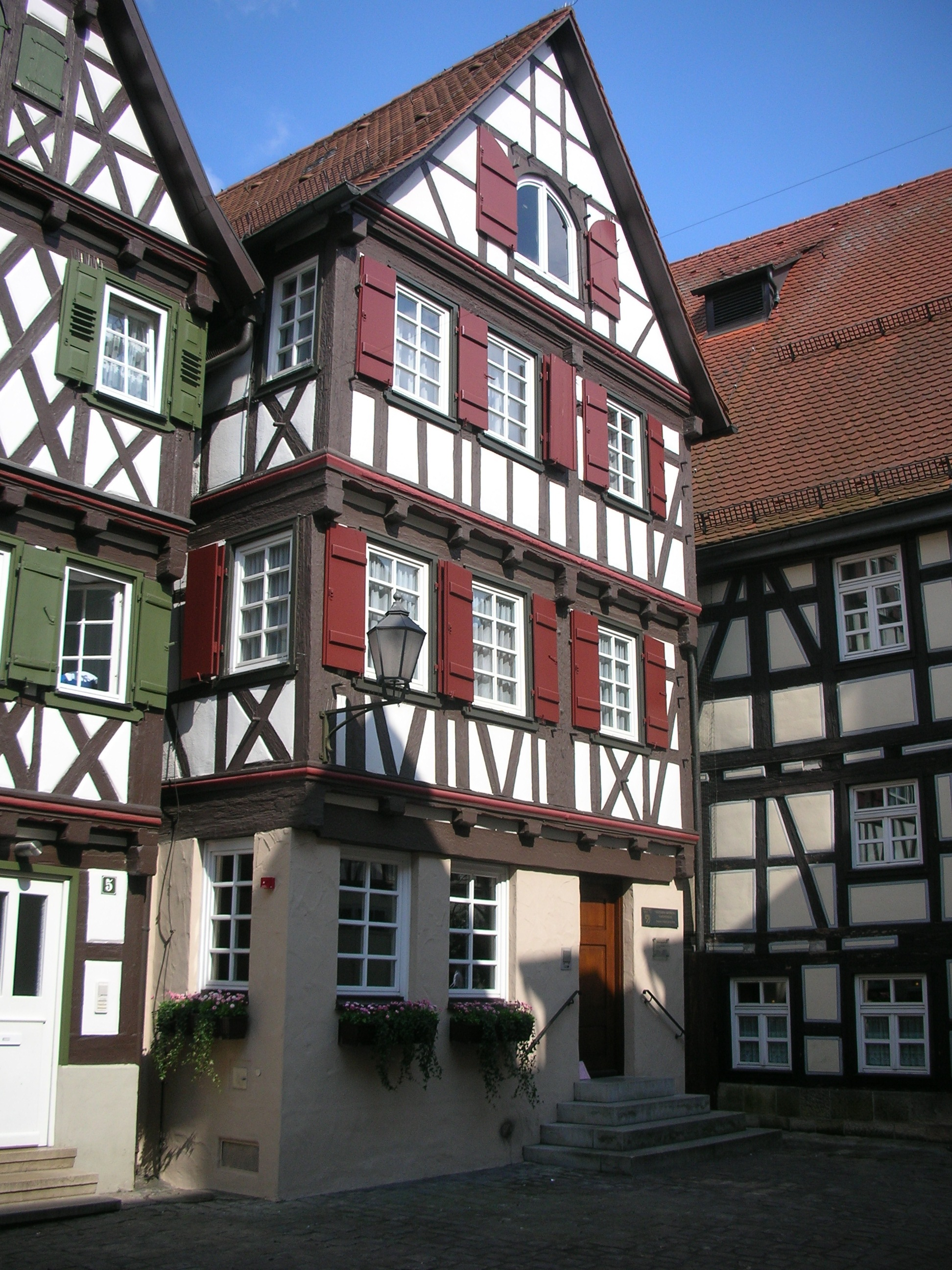
a casa onde Daimler's nasceu em Schorndorf, atualmente um pequeno museu

Gottlieb Wilhelm Daimler era o filho de um padeiro chamado Johannes Däumler (Daimler) e sua esposa Frederika, da cidade de Schorndorf perto da Stuttgart (Estugarda), Würtemberg. Ao 13 anos de idade (1847), ele completara seis anos do estudo primário na Lateinschule e tomou interesse pela engenharia.
Após completar a escola secundária em 1848, Daimler recebeu treinamento como armeiro do mestre armeiro Hermann Raithel. Em 1852, se formou com o exame comercial, quando se graduou passando pelo teste de artesão apresentando um par de pistolas entalhadas de tambor duplo. No mesmo ano, aos 18 anos, Daimler decide estudar engenharia mecânica, abandonando o ofício de armeiro e deixando sua cidade natal.
Daimler ingressou na Escola da Estugarda de Treinamento Avançado em Artes Industriais, sob a tutela de Ferdinand von Steinbeis. Daimler era estudioso, tomando aulas extras nas manhãs de domingo. Em 1853, Daimler com a assistência de Steinbeis, conseguiu um emprego na "fábrica do colégio", Rollé und Schilque R&S em Grafenstaden, assim chamada por conta de seu gerente, Friedrich Messmer que fora instrutor na Universidade de Karlsruhe. Daimler teve um bom desempenho, e quando a Rollé und Schwilque começou a fabricar locomotivas ferroviárias em 1856, Daimler, então com 22 anos, foi nomeado contramestre.
Ao invés de ficar, Daimler passou dois anos na Instituto Politécnico da Estugarda para aprimorar seus conhecimentos, ganhando profundo conhecimento em locomotivas a vapor, bem como "uma profunda convicção" de que o vapor estava destinado a ser suplantado. Ele passou a acreditar nos motores simples, pequenos e baratos para uso industrial, possivelmente inspirado pelos novos motores a gás desenvolvidos naquela época.
Em 1861, ele se demitiu da R&S, visitando Paris, então foi para a Inglaterra, trabalhando para as melhores firmas de engenharia do país, tornando-se conhecedor de ferramentas mecânicas. Ele permaneceu na Inglaterra do outono de 1861 até o verão de 1863, país então reconhecido como "pátria mãe da tecnologia", atuando na Beyer, Peacock & Company, em Manchester, cujo parceiro Beyer era da Saxônia. Quando esteve em Londres, visitou a Exibição Internacional de 1862, onde uma das exibições, foi uma carruagem a vapor. Estas carruagens evidentemente não o inspirou entretanto, pois seu desejo era melhorar ferramental mecânico e máquinas para trabalhar madeira.

## Carreira durante 1882
Daimler foi trabalhar para a Maschinenfabrik Daniel Straub, Geislingen an der Steige, onde ele projetou ferramentas, moinhos e turbinas. Em 1863, ele entrou no "Bruderhaus Reutlingen", um ferramenteiro cristão-socialista, como inspetor e depois executivo. Enquanto esteve lá, ele conheceu Wilhelm Maybach, então um órfão com 15 anos de idade.:482. Graças aos conhecimentos organizacionais de Daimler, a fábrica conseguiu obter lucro, porém ele desistiu frustrado em 1869, entrando na Maschinenbau Gesellschaft Karlsruhe em julho.
Em 1872, a N.A. Otto & Cie foi reorganizada como  Gasmotoren-Fabrik Deutz, cuja gestão escolheu Daimler gerente da fábrica, superando mesmo Otto, e Daimler entrou para a companhia em agosto, trazendo Daimler como chefe de projetos. Enquanto Daimler conseguiu aumentar a produção, as falhas no projeto de pistão vertical de Otto, juntamente com a teimosia de Daimler nos motores atmosféricos, levou a companhia a um impasse.:482 Nem Otto, nem Daimler cederam, então foi oferecida a Daimler, a oportunidade de abrir uma filial da Deutz em São Petersburgo ou renunciar, ele renunciou para criar uma oficina em Cannstatt (financiada por suas economias e ações da Deutz) :482-483 onde ele foi logo acompanhado por Maybach.:482

## Motor Otto quatro tempos (1876)
Em 1872 com 38 anos de idade, Daimler se mudou com Maybach para trabalhar na maior fabricante de motores estacionários da época, a Deutz-AG Gasmotorenfabrik em Köln, onde Nicolaus Otto era co-proprietário e procurava por um novo diretor técnico. Como diretores, Daimler e Otto focaram no desenvolvimento de motores a gás, enquanto Maybach era o chefe de projetos.
Em 1876, Otto desenvolveu um motor com ciclo de quatro tempos, alimentado por combustível gasoso comprimido, (também conhecido como Ciclo Otto), após 14 anos de esforço, um sistema caracterizado por quatro tempos de movimento do pistão (admissão, compressão, ignição e exaustão). Otto entendeu que sua invenção substituiria os motores a vapor, predominantes naqueles anos, mesmo sabendo que seu motor ainda era primitivo e ineficiente.
O motor de Otto foi patenteado em 1877, mas uma de suas 25 patentes foi logo contestada e derrubada.  Daimler que queria fazer seu próprio motor, temia que a patente de Otto poderia impedi-lo. Daimler contrata um advogado que encontrou uma patente anterior, para um motor a quatro tempos havia sido emitida em Paris, em 1862 para Beau De Rochas, um engenheiro de obras públicas francês.
Enquanto isso, sérias diferenças pessoais surgiram entre Daimler e Otto, reportadamente com Otto invejando Daimler, por conta de sua formação universitária e conhecimento . Daimler queria construir pequenos motores que poderiam ser aplicados nos transportes, mas Otto não tinha interesse nisto. Quando Otto excluiu Daimler de suas patentes, houve uma grande animosidade entre os dois. Daimler foi demitido em 1880, recebendo 112.000 marcos-ouro em ações da Deutz-AG como compensação pelas patentes de Daimler e Maybach. Maybach renunciou depois e se juntou a Daimler.

## Inventor independente de pequenos motores de alta rotação (1882)

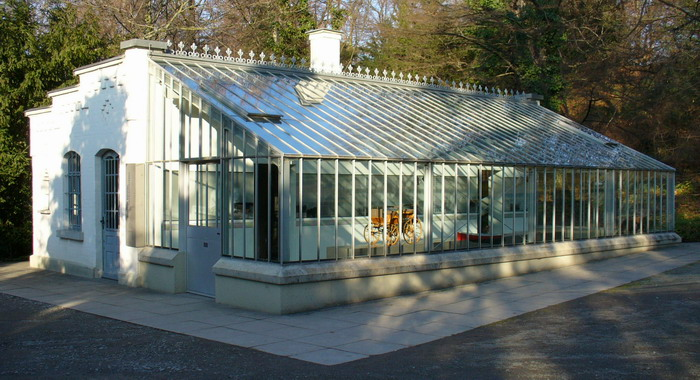
Casa de verão de Daimler (Cannstatt)

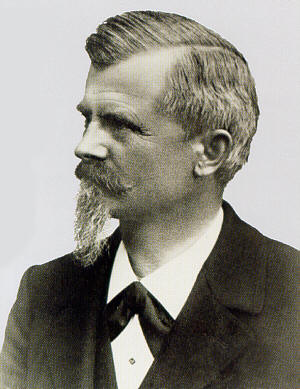
Wilhelm Maybach por volta de 1900

Em Cannstatt, Daimler e o pensamento mais criativo, Maybach:482 conceberam seu motor. Por insistência de Daimler, ele eliminou "a desajeitada e complicada ignição de válvula lateral",:483 em favor de um sistema de tubo quente inventado por um inglês chamado Watson, já que os sistemas elétricos funcionavam com lentidão.:483
No verão de 1882, Daimler mudou-se para Cannstatt (nos arredores de Stuttgart na época), comprando uma pequena propriedade na Cannstatt Taubenheimstrasse, com 75.000 marcos-ouro provenientes da  compensação  Deutz-AG. Maybach o seguiu em setembro daquele ano. No jardim, eles construíram uma extensão de tijolos na espaçosa casa de verão com fachada de vidro que se tornou sua primeira oficina. Suas atividades alarmaram os vizinhos que os denunciaram à polícia como suspeitos de falsificação. A polícia obteve uma chave através do jardineiro e invadiu o local durante a ausência deles, porém só encontraram motores.
Daimler a Maybach investiram longas horas debatendo sobre qual a melhor forma de projetar a alimentação de combustível para o design de quatro tempos Otto, e optaram por uma fração de petróleo comumente disponível. O principal destilado de petróleo naquela época era o óleo lubrificante, querosene (queimado como combustível de lâmpadas), e ligroína (nafta de petróleo ou nafta pesada), que até então era usada como limpador e vendida em farmácias. "Leichtbenzin (gasolina leve) de um tipo comum e facilmente disponível em farmácias (químicas) na época", conforme descrito pelo especialista em carros antigos Michael Plag. "Este é um combustível chamado n-hexano".

## Motor dos sonhos (1883)
No final de 1883, Daimler e Maybach patentearam o primeiro de seus motores alimentados por ligroína. Este motor foi patenteado em dezembro de 1883. Ele alcançou o objetivo de Daimler, de ser pequeno e rápido o suficiente para ser utilizável a 750 rpm. Projetos implementados nos quatro anos seguintes, elevaram as rotações para 900 rpm.  Daimler construiu três motores a partir deste projeto no começo de 1884, e um volante foi adicionado em um dos motores. Este design foi menor e mais leve que os projetados por outros inventores da época. Daimler confiou na ignição por tubo quente, até 1897, quando ele adotou a ignição elétrica projetada por Robert Bosch.

## O motor Grandfather Clock (1885)

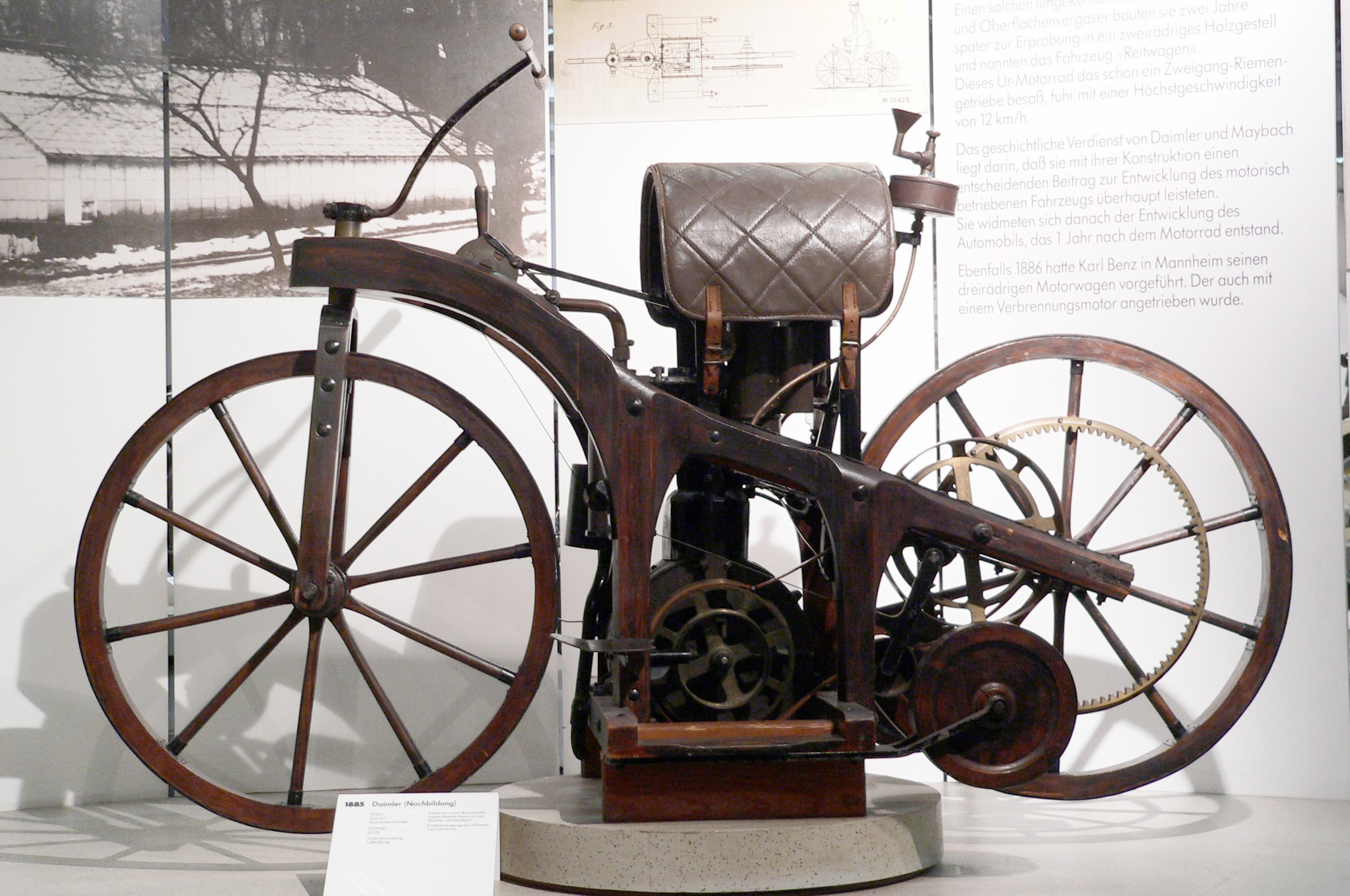
A Reitwagen (carro de montaria), a primeira motocicleta de combustão interna (1885)

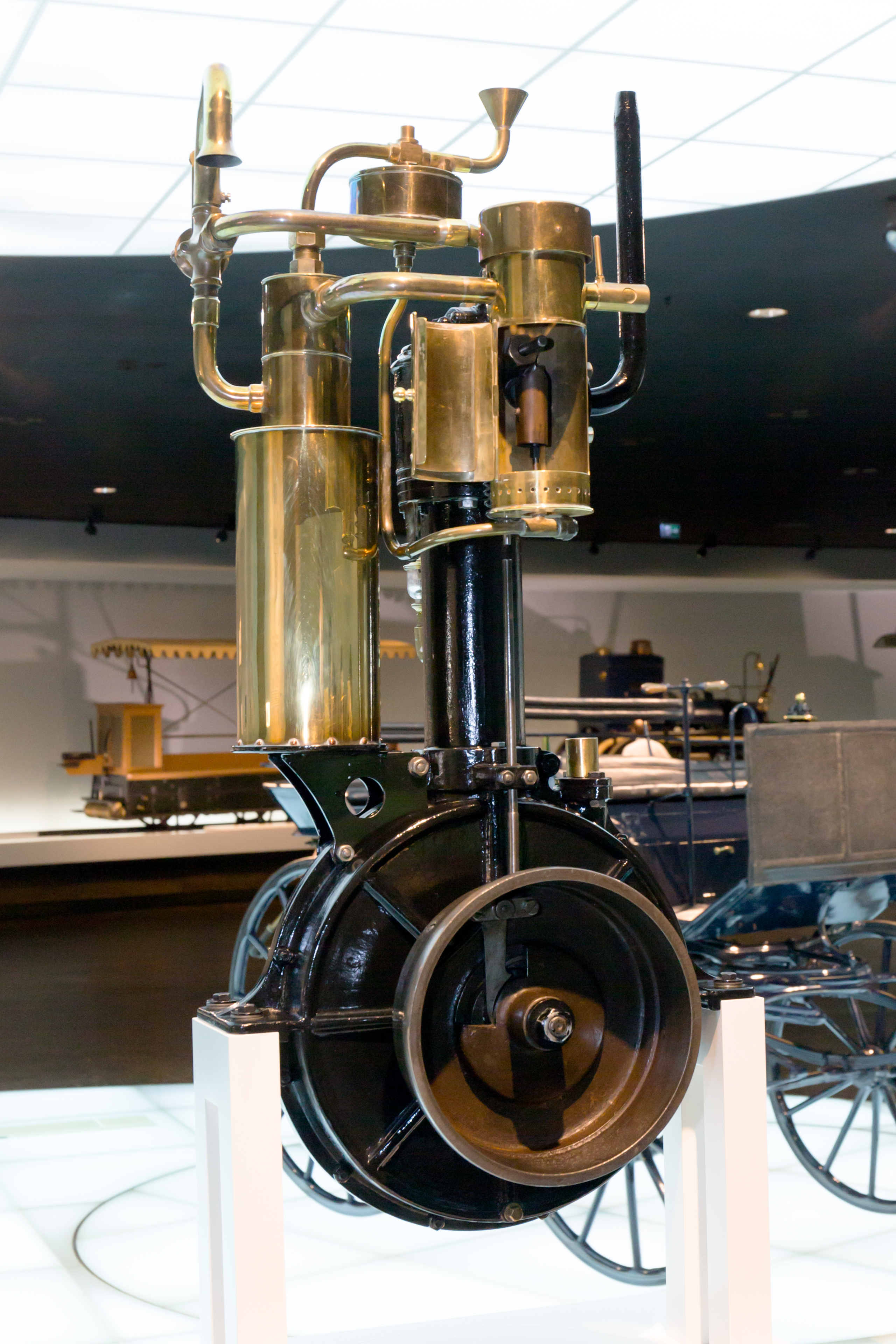
O motor Grandfather Clock de 1885

O motor equipado com volante foi montado em um veículo leve, chamado Reitwagen, o primeiro veículo movido por um motor de combustão interna.

Isto demandou considerável esforço e experimentação, mas eventualmente, a dupla aperfeiçoou um mono cilindro vertical de 0,5 hp (0,37 kW; 0,51 PS), que foi montado na Reitwagen, um chassi de duas rodas construído especificamente com duas molas estabilizadoras.

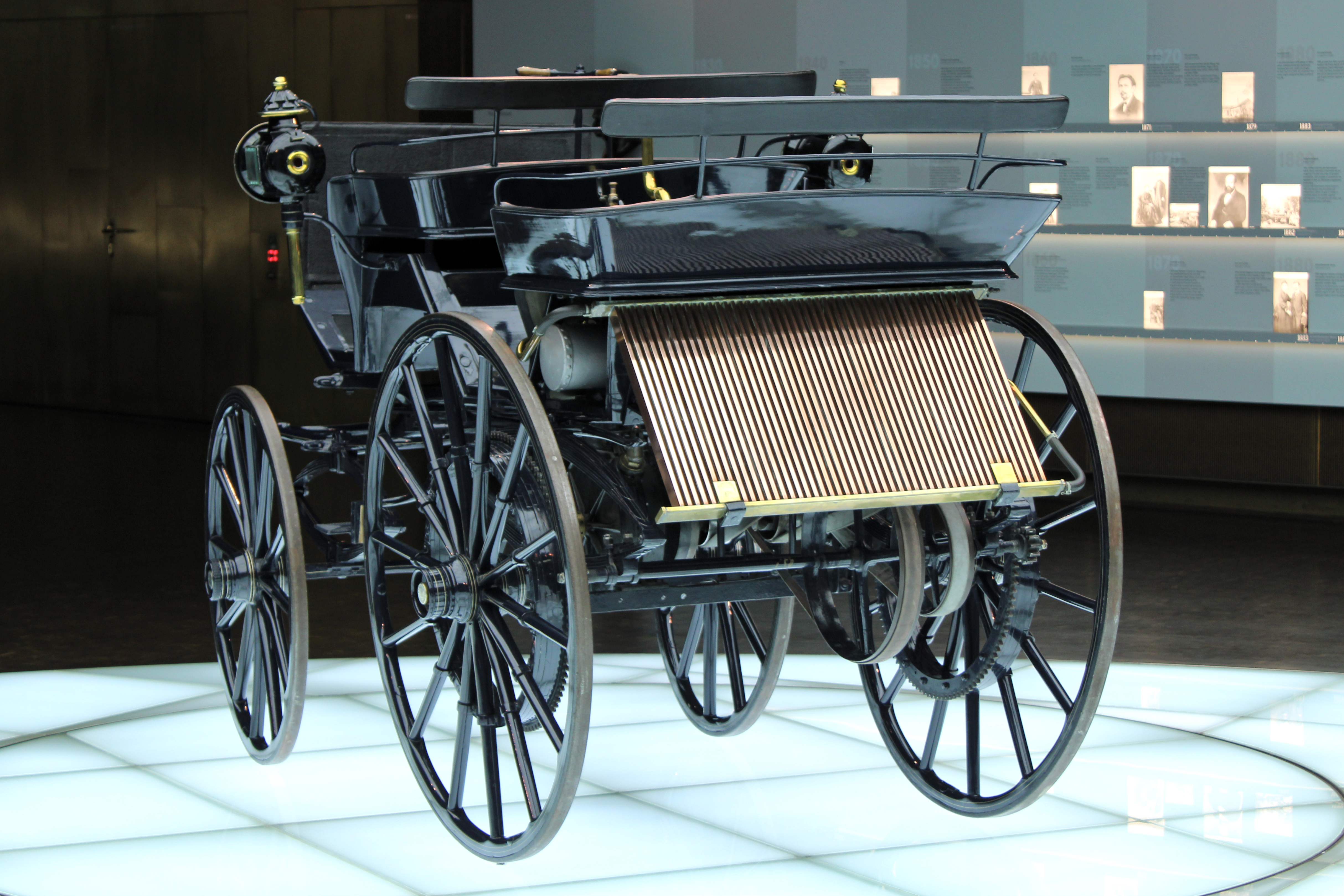
Carruagem motorizada Daimler de 1886

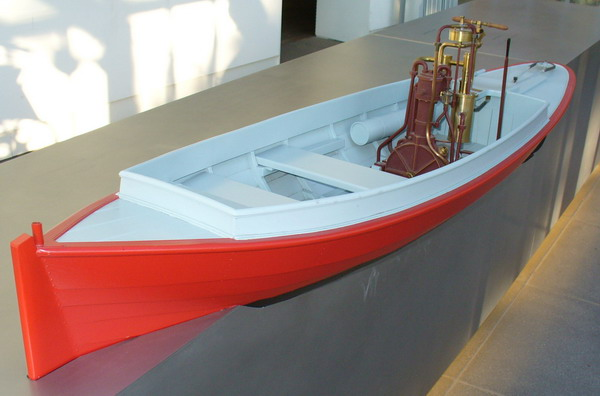
Motor Daimler de 1885 em um barco

Recursos incluídos do motor de 1885:
- um mono cilindro horizontal de 264 cm³, 16 pol³  (58 mm × 100 mm, 2,3 pol. × 3,9 pol.)[16]
- arrefecimento a ar
- volante grande de ferro fundido
- carburador de superfície[17]
- sistema de ignição de tubo quente (patente 28022)
- válvulas de escapamento operadas por came, permitindo alta velocidade de operação
- 0,5 hp (370 W)[16]
- 600 rpm de velocidade de funcionamento, superando motores anteriores, que tipicamente operavam por volta de 120 e 180 rpm[18]
- cerca de 50 kg de peso (110 lb)[16]
- altura de 76 cm (30 pol.)[16]

Em 1885, eles criaram um carburador que misturava gasolina com ar permitindo seu uso como combustível. No mesmo ano, Daimler e Maybach montaram uma versão maior de seu motor, ainda relativamente compacto, mas agora com um cilindro vertical de 100 cm³ de deslocamento e uma potência de 1 hp a 600 rpm (patente DRP-28-022: "motor não-arrefecido, termicamente isolado com ignição de tubo quente não regulamentada"). Ele foi batizado de Standuhr ("relógio do avô"), porque Daimler achou que ele lembrava um velho relógio de pêndulo.
Em novembro de 1885, Daimler instalou uma versão menor deste motor em um quadro de madeira de duas rodas com duas rodas estabilizadoras, criando a primeira motocicleta de combustão interna (Patente 36-423 Impff & Sohn "Veículo com motor acionado por gás ou petróleo"). Ele foi chamado de Reitwagen (carro de montaria). Maybach a pilotou por três quilômetros (duas milhas) ao longo do rio Neckar, de Cannstatt até Untertürkheim, atingindo 12 quilômetros por hora (7 mph).

## Primeiro automóvel (1886)
De forma independente, Karl Benz e Gottlieb Daimler, cada um produziu um automóvel em 1886, ambos na Alemanha, a cerca de 60 milhas de distância.
A cerca de sessenta milhas de distância, em Mannheim, Karl Benz construiu um automóvel usando um projeto integral para um veículo motorizado com um de seus próprios motores. Ele garantiu uma patente para o seu motorwagen em 29 de janeiro de 1886.
Quando isto provou que um motor era capaz de tracionar um veículo, Daimler inventou um mono de 1,1 hp (0,82 kW; 1,1 PS) e encomendou à Wimpff und Söhne, um [[(carruagem) | faetonte] de quatro lugares para abrigá-lo.:483 O motor de Daimler's foi instalado por Maschinenfabrik Esslingen e tracionou as rodas traseiras através de uma transmissão de correias duplas.:483
Em 8 de março de 1886, Daimler e Maybach secretamente trouxeram um modelo americano de carruagem feita por Wilhelm Wimpff e Sohn para casa, dizendo aos vizinhos que era um presente de aniversário para a Sra. Daimler. Maybach supervisionou a instalação de uma versão maior de 1,1 hp, 462 cm³  (28 pol³.) (70 mm × 120 mm, 2,8 pol. × 4,7 pol.) do motor Grandfather Clock nesta diligência que se tornou o primeiro veículo de quatro rodas a atingir 16 quilômetros por hora (10 mph). A potência do motor foi transmitida por um conjunto de correias. Como a motocicleta, ela foi testada na estrada para Untertürkheim onde hoje em dia o MHPArena, antes chamada Gottlieb-Daimler-Stadion, está situado.
Levado pelo desejo de Daimler de usar os motores de todas as formas possíveis, Daimler e Maybach usaram o motor em outros tipos de transporte incluindo:
- na água (1886), montando ele em um barco de 4,5 metros (15 pés) de comprimento e alcançando uma velocidade de 6 nós (11 km/h; 6,9 mph). O barco foi chamado Neckar por causa de onde ele foi testado (patente DRP 39-367). Este foi o primeiro [[barco motorizado[[ e os motores de barco em breve se tornariam o principal produto de Daimler por vários anos. Os primeiros clientes expressaram preocupação de que o motor a gasolina poderia explodir, então Daimler escondeu o motor com uma cobertura de cerâmica e disse a eles que se tratava de um "óleo-elétrico".
- bondes e tróleis.
- no ar no balão de Daimler, usualmente considerado como a primeira aeronave, onde ele substituiu um motor operado manualmente projetado pelo Dr. Friedrich Hermann Wölfert de Leipzig. Com o novo motor, Daimler voou com sucesso sobre Seelberg em 10 de agosto de 1888.

Eles venderam suas primeiras licenças estrangeiras para motores em 1887 e Maybach foi como seu representante para a Exposição de Paris de 1889 para mostrar seus avanços.

## Primeiro automóvel Daimler-Maybach construído (1889)
| · motor de alta velocidade a gasolina          |
| · vaporização de combustível                   |
| · 2 cilindros configurados em V                |
| · válvulas em forma de cogumelo                |
| · arrefecido a ar                              |
| · caixa de marchas dentada com 4 velocidades   |
| · sistema de direção pioneiro com pivô do eixo |

A vendas de motores aumentaram, principalmente para uso em barcos, e em junho de 1887, Daimler comprou outra propriedade nas colinas de Seelberg, Cannstatt. Ela ficava a alguma distância da cidade, no número 67 da Ludwigstraße porque o prefeito de Cannstatt não aprovou sua oficina. Construídas a um custo de 30.200 marcos de ouro, as novas instalações tinham quartos para 23 empregados. Daimler gerenciava as questões comerciais enquanto Maybach tocava o departamento de projetos de motores.
Em 1889, Daimler e Maybach construíram o Stahlradwagen, o primeiro automóvel que não envolvia a adaptação de uma carruagem puxada a cavalo com seu motor, mas que foi de alguma forma influenciado pelo design de bicicletas. Não havia produção na Alemanha, mas ele foi licenciado para ser construído na França e apresentado ao público em outubro de 1889 por ambos os engenheiros. No mesmo ano, a esposa de Daimler, Emma Kunz, faleceu.

## Daimler Motors, o motor Phönix e o primeiro carro motorizado vendido (1890 a 1900)

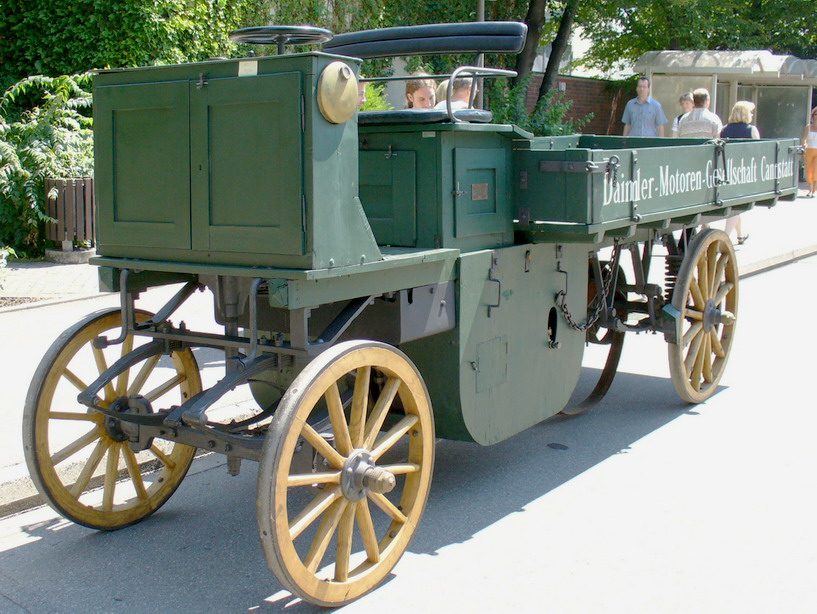
Um modelo do DMG Lastwagen, de 1896, primeiro caminhão a gasolina

Com a demanda por motores crescendo, para utilização em tudo de barcos motorizados a vagões,: 483  Maybach e Daimler expandiram. Em 1890 Daimler funda seu próprio negócio de motores, a Daimler Motoren Gesellschaft (DMG). Que financiado pelo fabricante de pólvora Max Duttenhofer, o industrial e banqueiro Kilian von Steiner, e pelo fabricante de munições Wilhelm Lorenz, a Daimler Motoren Gesellschaft foi fundada em 28 de novembro de 1890, com Maybach como projetista chefe. Seu propósito foi a construção de pequenos motores de alta velocidade para uso na terra, água e transporte aéreo. Os três usos foram expressados por Daimler em um rascunho que se tornou a base para uma logomarca com uma estrela de três pontas.
De 1882 até 1890, Daimler havia resistido em transformar sua companhia numa incorporação ou sociedade anônima. Ele viu o que aconteceu a muitos engenheiros que foram pioneiros em uma invenção capital como ele era. Muitos deles foram colocados para fora de suas próprias companhias por acionistas que "sabiam mais" como tocar a companhia que eles apenas compraram, do que o homem que fundou a companha. Isto aconteceu a Henry Ford, Ransom Olds, Karl Benz, e August Horch.[carece de fontes?]
Daimler odiava ter que incorporar sua companhia. Mas incapaz de obter o controle majoritário, ele vendeu e então renunciou. A DMG expandiu, mas isto a mudou. Os recém-chegados, não acreditavam na produção de automóveis, ordenaram a criação de capacidade adicional para fabricação de motores estacionários, e consideraram a fusão da DMG com a Deutz-AG de Otto.
Em 1892, a DMG finalmente vendeu seu primeiro automóvel. A DMG desenvolveu o dois cilindros em linha de alta velocidade Phönix, para o qual for Maybach inventou um  carburador pulverizador.:483 Ele foi colocado em um carro singularmente feio,:483 que entrou em produção em 1895 após o fim das hostilidades entre Daimler, Maybach, e o conselho da DMG.:483
Gottlieb Daimler, aos 58 anos de idade, tinha problemas cardíacos e sofreu um colapso no inverno de 1892–1893. Seu médico prescreveu uma viagem para Florença, onde ele conheceu Lina Hartmann, uma viúva de 22 anos mais nova que era a dona do hotel onde ele estava hospedado. Eles se casaram em 8 de julho de 1893, passando a lua de mel em Chicago durante a Feira Mundial.
Retornando da Feira Mundial de Chicago de 1893 com sua nova esposa, Daimler jurou comprar ações suficientes da DMG para reaver seu controle. Este esforço fracassou. Daimler vendeu todas as suas ações e patentes e se demitiu da companhia. Maybach havia saído antes.
A disputa com Lorenz continuou. Daimler tentou comprar mais 102 ações para obter participação majoritária, mas foi forçado a deixar seu cargo de diretor técnico. A corporação tinha uma dívida de 400.000 marcos de ouro. Os outros diretores ameaçaram declarar falência se Daimler não vendesse todas as suas ações e todos os seus direitos de patentes pessoais dos últimos trinta anos. Daimler aceitou a oferta, recebendo 66.666 marcos de ouro, e se demitiu em 1893.
Em 1894 no Hotel Hermann, Maybach junto com Daimler e seu filho Paul projetaram um terceiro motor chamado "Phoenix" e a DMG o fabricou. Ele apresentava:
- quatro cilindros em um bloco arranjados verticalmente e em paralelo
- válvulas de escape operadas por eixo de comando
- um carburador de bico pulverizador, patenteado por Maybach em 1893
- um sistema aprimorado de transmissão por correia

Este é provavelmente o mesmo motor de combustão interna referido pelo autor e historiador americano Henry Brooks Adams, que descreve o "motor Daimler" e sua grande velocidade em sua visita à Exposição de Paris de 1900 em sua biografia.
Daimler e Maybach continuaram trabalhando juntos. Eles construíram motor de quatro cilindros com o carburador de bico pulverizador de Maybach. Ele esteve na primeira corrida de automóveis organizada, a "Paris - Rouen" e derrotou todas as entradas da DMG. Frederick Simms, alemão e amigo de longa data de Gottlieb Daimler insistia que Daimler deveria retornar à companhia tronando a condição para isto, um pagamento de £17.500 pela transferência de suas licenças Daimler para a British Daimler Company que estabilizaria as finanças da companhia, que Daimler, agora aos sessenta anos de idade, deveria retornar à DMG.[carece de fontes?]  Gottlieb Daimler recebeu 200.000 marcos de ouro em ações, mais um bônus de 100.000. Simms recebeu os direitos de uso elo direito de uso do nome "Daimler" como sua marca para os produtos da Daimler Company.[citação necessária] Em 1895, foi o ano em que a DMG montou seu 1.000º motor, Maybach retornou como inspetor geral, recebendo 30.000 ações.[carece de fontes?]
Durante este período, ele concordaram com licenças para construir motores Daimler mundialmente, que incluía:
- na França, uma licença de 1890 emitida para Louise Sarazin: Panhard et Levassor e Peugeot,
- nos Estados Unidos, de 1891, para a Daimler Motor Company de  Long Island em uma parceria com um fabricante de pianos teuto-americano Steinway & Sons[24][25][26][27][28]
- no Reino Unido em 1893, de Frederick Simms' Daimler Motor Syndicate transferida em 1896 para a  Daimler Motor Company
- Áustria, da Austro Daimler

Daimler faleceu em 1900, e em 1907 Maybach demitiu-se da DMG.

## Fundação da Daimler-Benz
Daimler inventou o primeiro veículo a gasolina em 1885 e Karl Benz desenvolveu o primeiro automóvel de fato usando um motor de 2 ciclos de projeto próprio alguns meses depois. Daimler nunca conheceu Karl Benz durante o período de invenção. Em 1896 a Daimler (DMG) processou a Benz & Cie por violar sua patente de 1883 de ignição de tubo quente. Daimler venceu e Benz teve que pagar royalties para a DMG. Daimler não se encontrou com Karl Benz enquanto eles estavam no tribunal de Mannheim. Mais tarde, durante a fundação da Associação Central Europeia de Carros a Motor, Daimler e Benz não se falavam.
Anos depois Daimler falece, as duas companhias cooperaram de várias formas. Após muitos anos de cooperação, em 28 de junho de 1926 representantes da Daimler-Motoren-Gesellschaft (DMG) e da Benz & Cie assinaram o acordo para a fusão das duas mais antigas fabricantes de automóveis do mundo. O resultado da nova companhia foi chamado de Daimler-Benz AG.

## Homenagens
Gottlieb Daimler foi aceito no Hall da Fama Automotivo em 1978. Entre 1993 e julho de 2008, Daimler teve um estádio com seu nome em Stuttgart, Alemanha. O antigo Gottlieb-Daimler-Stadion foi o local de seis jogos durante a Copa do Mundo FIFA de 2006 na Alemanha.
O lema de Gottlieb Daimler era Das Beste oder nichts ("O melhor ou nada"; "Nada além do melhor"). A Mercedes-Benz adotou este lema como seu slogan em 2010.